# Adam in ballingschap
Het toneelstuk Adam in Ballingschap, of Aller treurspeelen treurspel is een treurspel van de Nederlandse toneelschrijver en dichter Joost van den Vondel, gepubliceerd in 1664. Op de trouwdag van Adam en Eva weten de gevallen engel Lucifer en zijn trawanten Eva te verleiden om te eten van de verboden vrucht uit de boom van kennis van goed en kwaad. Als vervolgens ook Adam ervan eet, verbant God het paar uit het paradijs. In 2015 nam het stuk plaats 31 in van de Nederlandse theatercanon. Literatuurhistorici zijn het er sinds decennia over eens dat Lucifer (1654), Adam in ballingschap en Noah (1667), in de bewoordingen van Gerard Knuvelder, de "meest karakteristieke, meest bewonderenswaardige hoogtepunten van Vondels verbeeldingskracht" vormen.
Het treurspel is karakteristiek voor de laatste periode uit Vondels toneelwerk, waarin alles in het teken staat van de peripeteia, de lotswisseling die in een klassieke tragedie plaatsvindt, hier de zondeval, waarmee meteen de eenheid van handeling is gegeven. De eenheid van tijd is gewaarborgd doordat het stuk speelt op de trouwdag van Adam en Eva. Wel is de eenheid van handeling in zoverre flexibel gehanteerd, dat het bruiloftsfeest in het paradijs in volle gang is, terwijl de duivels elders in de hof hun plannen beramen om de mens ten val te brengen. Wel is dat binnen gehoorsafstand, wat het contrast tussen beide groepen benadrukt. Dit drama is geen oorspronkelijk stuk van Vondel, maar een proeve van translatio, imitatio en aemulatio, waarbij Hugo de Groots Latijnse tragedie Adamus exul het te overtreffen voorbeeld was. De Groots senecaans treurspel werd in Vondels bewerking een sophoclesiaanse tragedie.
Het stuk werd niet opgevoerd tijdens het leven van de dichter. De belangstelling voor Bijbelse toneelstukken was tanende. In 1746, ruim tachtig jaar na eerste publicatie, vond de première plaats in Brussel. Meer dan een eeuw later vond de eerste Nederlandse opvoering plaats. Aan het stuk zijn weinig diepgravende studies gewijd, tot 1945 zelfs nauwelijks. De lyrische taal van het stuk is een veelgeprezen aspect. Zo meende de dichter J.C. Bloem dat de reizang na het derde bedrijf – "misschien het schoonste, zeker van het schoonste, wat Vondel ooit geschreven heeft" – in geen bloemlezing van Vondels werk mocht ontbreken. Voor W.A.P. Smit was Eva's monoloog tijdens het plukken van de appel "een van de aangrijpendste, die Vondel ooit geschreven heeft."

## Voorwerk

### Opdracht
De Opdracht is gericht aan de "Kunstbeminnende heeren vaders van het oudemannenhuis en weeshuis", die in de inkomsten van de opvoeringen zouden delen. De eerste van deze charitatieve instellingen kreeg twee derde van de winst, de andere de rest. Beide droegen ook bij aan de kosten van opvoeringen. In werkelijkheid richtte Vondel zich tot de toeschouwers, die worden voorbereid op het toneelstuk, met name op de peripeteia erin. In de opdracht worden alvast drie onderwerpen genoemd die later in het Berecht worden uitgewerkt. Het eerste is "het zuivere gewaet van onnozelheit en Erfrechtvaerdigheit" (r. 20) dat Adam en Eva voor de zondeval dragen, het tweede de leerzaamheid van de stof (al vermeldt Vondel tegen zijn gewoonte in niet van welke aard de les precies is), en ten slotte noemt hij nog het voorbeeld van Hugo de Groot en doelt dan op diens Latijnse tragedie Adamus exul uit 1601.

### Berecht
Het Berecht betreffende den staet van den eersten mensche, voor en na den val, en eenige omstandigheden omtrent deze stof legt enige zaken uit die in de opdracht werden aangehaald. De term 'erfrechtvaardigheid' doelt op de bovennatuurlijke gave om de tegengestelde neigingen van lichaam en ziel in balans te houden en die door de kerkvaders veelal wordt beschreven als een kleed van deugd. Vondel heeft dit motief gebruikt om een oplossing te vinden voor de moeilijkheid dat Adam en Eva voor de zondeval natuurlijk naakt waren, maar niet naakt op het toneel konden worden vertoond. Daarom zette Vondel het figuurlijke kleed om in een echt gewaad van witte zijde. Voor dit leerstuk ging Vondel te rade bij Gregorius de Grote zoals becommentarieerd door de theoloog Salianus. Vondel volgt diens tekst zeer nauw. Zelfs de verwijzing naar de Ilias gaat op hem terug. Verder steunt hij vooral op een studie van Vossius, met name op de samenvattende bovenschriften bij diens hoofdstukken.
De vaagheid waarmee Vondel de leerzaamheid aanduidt, vindt zijn verklaring in de gecompliceerde aard van de zondeval. Daarbij zijn volgens Salianus maar liefst zeven zonden voor allebei de hoofdpersonen betrokken, waarvan ze er maar vier gemeen hebben. Zowel Adam als Eva bezondigen zich aan hoogmoed, ongeloof aan Gods woord, ongehoorzaamheid en zelfverontschuldiging na de zonde. Exclusief voor Adam komen daar nog de volgende drie bij: te grote liefde voor zijn vrouw, nieuwsgierigheid naar het onbekende en verderf van zijn nageslacht. Exclusief voor Eva zijn deze drie: begeerte naar de verboden vrucht, verleiding van Adam en verderf van haar man en de volledige mensheid.

## Personages
- Lucifer, Vorst des afgronds
- Adam
- Eva
- Rei van wachtengelen
- Gabriël, Rafaël en Michaël, Aartsengelen
- Asmodé en Belial, Helse geesten
- Uriël, Gerechtsengel

## Synopsis

### Eerste bedrijf
Voor zonsopgang kondigt Lucifer zijn voornemen aan om Gods lievelingen in het paradijs schade te berokkenen. Hij relativeert de aan God toegeschreven Almacht, want God kan niet ongedaan maken wat eenmaal geschapen is, anders was het met Lucifer wel afgelopen. De opstand in de hemel is mislukt en dit keer dient er minder roekeloos te werk te worden gegaan, want God heeft Adams hof voorzien van een schildwacht van engelen.
Bij zonsopgang ontwaken Adam en Eva, die onder inspiratie van het gezang der vogels een lied aanheffen waarin zij beurtelings eerst de door God gegeven weelde van "vrije wil, onsterfelijkheid en rede" worden bezongen (Adam), dan de wijze waarop God de ongelijke delen ziel en lichaam heeft verbonden (Eva), de oorsprong van de prachtige hof (Adam), God die het paar alles ter beschikking heeft gesteld (Eva), waarna Adam Eva prijst en Eva haar trouw aan Adam betuigt. Als het lied uit is, draagt Adam de wachtengelen op om de schepping te bezingen. Hun rei beschrijft de zes scheppingsdagen.

### Tweede bedrijf
De aartsengelen Gabriël, Rafaël en Michaël bespreken de voorbereidingen voor de bruiloft van het mensenpaar. Gabriël verdeelt de taken: Michaël zal met zwaard en schild het paradijs bewaken, Rafaël zal het paar bekransen met eeuwig laurier, de rei zal met gewijde hand de dis voorzien van ooft van de boom des levens om zo de mens tegen het verval van de ouderdom te beschermen. Zelf zal Gabriël het paar Gods zegen ontvouwen in een boodschap. Na dit overleg bezoekt Gabriël het paar en biedt hen kronen aan. Als koning van Eden leidt Adam de aartsengel rond door de lusthof, terwijl de hen volgende rei wachtengelen eerst het hemelse gewaad waarmee het mensenpaar bekleed is bezingt (zang en tegenzang), de balans tussen de ziel en het lijf, want de rede onderwerpt zich aan God en het lichaam aan de ziel. Zo zijn lijf en ziel aaneengetrouwd en vanwege de onsterfelijkheid kan de bruiloft eeuwig duren (tweede zang en tegenzang). Toezang: God heeft het mensenpaar verrijkt met een handvest om het mengsel van engelsheid en dierlijkheid vreedzaam te houden. Geen vijand kan hen deren zolang het paar die wet eert.

### Derde bedrijf
Beschut door de schaduw van de boom van kennis van goed en kwaad ontwikkelen Lucifer en Asmodé een plan om de mens in het verderf te storten. Omdat de ervaring heeft geleerd dat Michaël en zijn manschappen te sterk zijn, moet de confrontatie niet openlijk worden aangegaan maar dient er heimelijk en met list en bedrog te werk te worden gegaan. Asmodé stelt voor om de mens ertoe te brengen van het verboden fruit te eten, want "Gy weet hoe hun dit ooft zo scherp verboden is,/ Geraeckt de zoon 't verbodt des vaders t'overtreden,/ Zoo steeckt hy zich in schult'. Om de wachtengelen om de tuin te leiden, besluiten ze zich als een dier te vermommen, en wel een slang, "schalck en koen". Ook meent Asmodé dat het beter is het mensenpaar niet tegelijk, maar een voor een te bewerken, omdat het mensenpaar één lijn trekt en dus de ander wel zal volgen als er eenmaal één is verleid. Lucifer meent dat het beste met de man kan worden begonnen, aangezien de vrouw een volgzame aard heeft, maar Asmodé ziet risico dat de man niet te vermurwen zal zijn, zodat de beste kans van slagen om bij de vrouw te beginnen en moet men "door de vrou den man zien om te zetten." Hij dicht de vrouw een grotere "snoeplust" toe en ziet haar als "de zwackste van hun beide". Lucifer is er niet van overtuigd dat de man daarna ook toe zal happen, maar Asmodé meent dat "zoo zy 't verzoeckt met traenen", Adam daar niet tegen bestand zal zijn. Bovendien is daar nog de verleiding die van het verbod zelf uitgaat: "Oock terght verbodt de lust. het dreigen van de straf/ Ontvonckt de lust". Ten slotte acht hij Adam ook nog "te bijster op meer wetenschap belust' om de verleiding te kunnen weerstaan. Desondanks draagt Lucifer Asmodé op met Belial bij de man te beginnen het plan uit te voeren.
Asmodé ontbiedt Belial, die onder de indruk is van het paradijs, met de blijde geluiden van de bruiloft. Asmodé legt uit dat "het leven wordt gehanthaeft door het eeten:/ Maer tegens déerste wet iet eeten baert de doot." Belial zal de gedaante van een slang aannemen en "de bruiloftsschael vermengen met venijn." De verleiding dient stapje voor stapje voltrokken te worden, zodat "de doot onweetende gekust" wordt. Op die manier "zal 't vernederen kort volgen op 't verheffen." Belial meent echter dat het verderf beter niet bij de man begonnen kan worden, want die is te scherpzinnig, maar "de vrouwekunne is zwack/ En simpel, als een duif". Bovendien is hij het met Asmodé eens dat de man geen weerstand zal kunnen bieden aan zijn vrouw. Asmodé wijst Belials voorstel om zich als een engel te vermommen echter af, omdat het niet als overtreding zal gelden als Eva de raad van een engel navolgt: "zy kan niet onderscheiden/ Dat uw begeerte met de wet des hemels strijt,/ En wort ontschuldight". En dat is niet de bedoeling. Wel zal Belial als slang de zangerige stem van een engel nadoen. Asmodé verheugt zich er al op dat de bruiloftsgasten en met name de gehate Gabriël met een onheilstijding naar de hemel zullen terugkeren. Maar ook beseft hij dat enig geluk voor het welslagen van de opzet onontbeerlijk is: er moet zich maar net een gelegenheid voordoen om Eva even alleen te spreken en bovendien moet er tussen haar en de slang even een band van sympathie ontstaan, wil zij iets van hem aannemen.
Dan zet de rei het bruiloftslied in door het paar te begroeten en hen te vragen voor te gaan in gezang. Adam bezingt de sterrenhemel en beeldt zelf de zon uit, waarna Eva als maan de zon bezingt, die haar beschijnt. Ook stelt zij voor om even te scheiden en elkaar weer te ontmoeten op de plek waar ze elkaar voor het eerst zagen. In de toezang zingt de rei over de planeten, waarna men aan de dis gaat liggen.

### Vierde bedrijf
Aangedaan door het bruiloftslied raakt Eva in extase en voelt de band tussen ziel en lichaam verslappen, want Gabriël heeft in zijn rede het hemelse Jeruzalem beschreven. Haar ziel verlangt naar de hemel en nauwelijks nog voelt ze haar lichamelijkheid. Eva prijst de stad, Adam wijst erop dat de grondslag voor die stad de kerk is. Vervolgens prijst hij het paradijs op aarde en benadrukt de taak van de mens om voor nageslacht te zorgen. Adam zondert zich af om met God te spreken.
Nu grijpt Belial zijn kans om als slang met Eva te spreken. Hij vangt aan de menslievendheid van alle dieren te prijzen, om over te gaan op een aanprijzing van het ooft van de verboden boom der wetenschap. Aanvankelijk wil Eva hier niets van weten, maar Belial wijst op de ongerijmdheid van het verbod dat de mens niet alles wat het paradijs te bieden heeft, zou mogen eten. Bovendien, Eva's "lust en Godt zijn niet gescheiden./ Deze appels kennen geen venijnen./ Zy smilten lieflijck op de tong,/ Verheugen 't hart, als hemelwijnen./ Zy houden 't menschdom eeuwigh jong". En als klap op de vuurpijl: "Dit ooft verlieft op uwe lippen." Nu verlangt Eva te vernemen waarom het fruit verboden is. De slang zegt dat dat komt omdat God, door hem "nijdigheit" genoemd, niet wenst dat Eva zou "Veranderen in een Godin,/ En Gode in geene wijsheit wijcken." Want ja, "Dien gouden appel, milt van sappen,/ Hy schenckt u hemelsche eigenschappen."
Eva begint nu zelf de bezwaren weg te redeneren en zet de eerste stap op weg naar de zonde: "Wat schaet een beet? onnoosle schult,/ Een snoeplust wort licht quijtgeschouden./ Ick pluk." De slang moedigt haar aan er de tanden in te zetten en zegt toe haar de woorden in te geven om ook Adam te laten eten: "Ick helpe uw rede zoo beleggen,/ Dat, schoon het ooft hem niet bekoort,/ Hy zal, om niet uw gunst te grieven,/ U innevolgen, en believen."
Terug van zijn wandeling door de hof bekruipt Adam een onheilspellend voorgevoel als hij Eva onder de boom van goed en kwaad ziet eten. Eva deelt mee ervan te hebben gegeten en bedient zich van de argumenten die de slang Belial haar ingeeft, onder meer door het verbod af te doen als "louter bygeloof." Adam is ontsteld, maar zij houdt hem voor: "Geloof en volgh uw bruit, en proef, en na het smaecken/ Zoo oordeel met verstant en kennisse van zaecken." De betekenis van de uitspraak strekt verder dan alleen het oordeel over de smaak van de appel. Ik geloof, liegt Eva hem voor, "een engel schudde een appel van dees telgen./ Ick ving dit boombancket in 't vallen met mijn hant". Hierop barst Adam zelfs in tranen uit. Nu begint Eva hem erop te wijzen dat de huwelijkse trouw hem oplegt om zijn bruid na te volgen. Bovendien speelt zij in op zijn verlangen naar kennis: "Zoo wortge in wetenschap en wijsheit Godt gelijck."

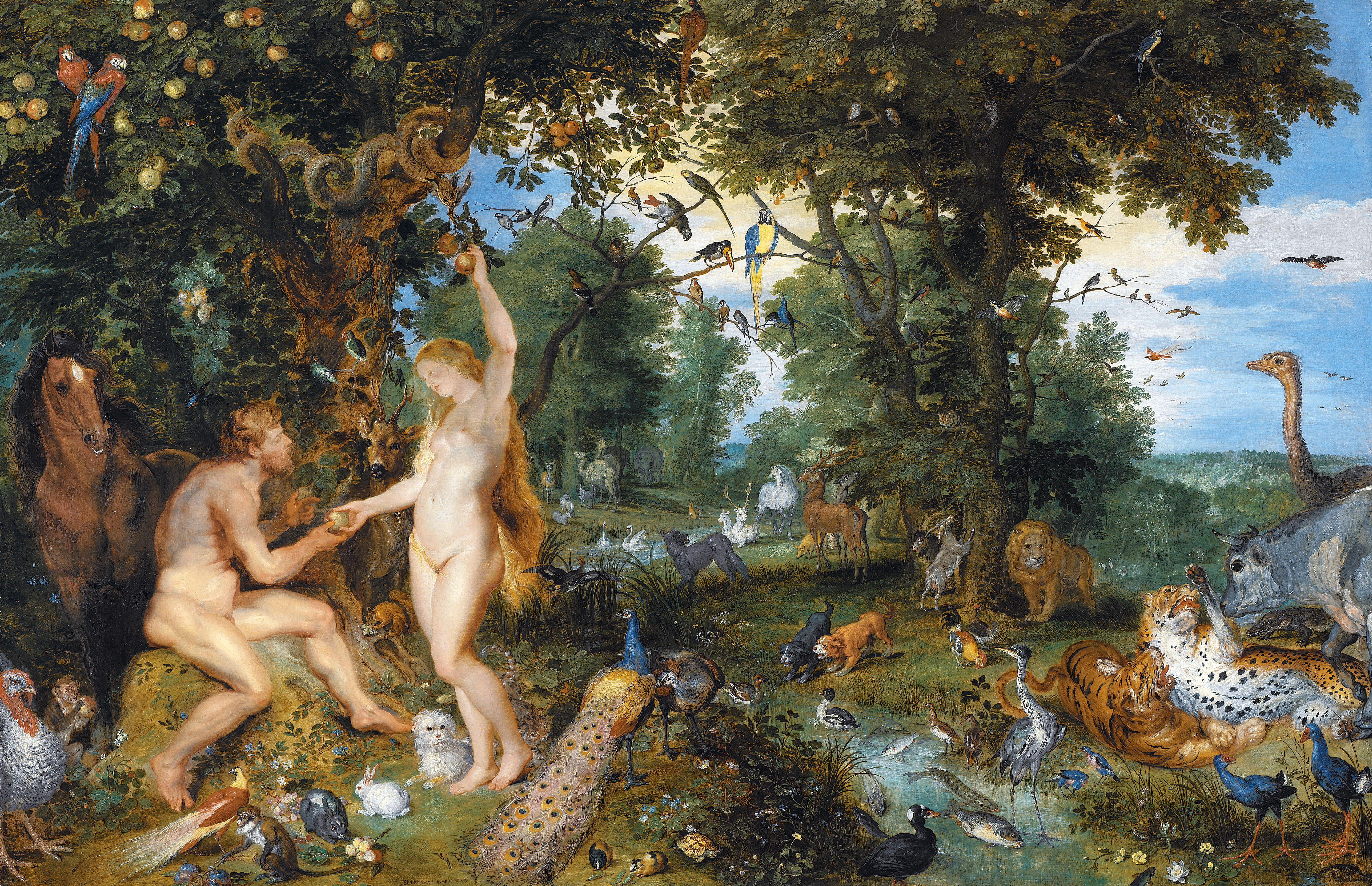
Jan Brueghel de Oude en Peter Paul Rubens - Het aardse paradijs met de zondeval van Adam en Eva

Adam staat in tweestrijd over de keuze tussen "In wetenschap Godt zelf gelijcken, eigen wil/ Te volgen, zonder op het ooftverbodt te letten:/ Of onder Godt staen, en het juck van zijne wetten/ Te draegen, als een slaef, uit vreeze voor de straf?" Even weifelend tussen de liefde van Eva en die van God, maakt hij een keuze: "ick laetme niet misleiden./ 'k Getroostme niet van Godt, maer eer van u te scheiden". Eva werpt hem voor de voeten dat hij met dat besluit de huwelijksband breekt en dus evenzeer tegen 's hemels wil ingaat. Om een appelbeet toont hij zijn trouweloze aard. Eva wijst erop dat onder de dieren de leeuw de leeuwin haar zin geeft en de tijger de tijgerin. Wanneer Eva sneert dat Adam dan maar alleen moet blijven of dat God "u een vrou, naer uwen zin, bootsere." Dat volstaat om Adam te doen terugkomen op zijn besluit: "Nu geef den appel hier, zoo deelen wy een lot."
De rei van wachtengelen heft een klaaglied aan over de mens die zich te zwak heeft betoond. Een engelenwacht om het paradijs baat niet als God de mens zelf niet in de gaten houdt. Adam had beter kunnen weten en een voorbeeld aan het lot van Lucifer moeten nemen. Nu hangt alles af van Gods genade. Toch is de zucht naar kennis op zichzelf nog niet slecht, want ook de engelen proberen God te volgen in hun bespiegelingen. Maar wel wanneer de zoektocht voortspruit uit trots en de drang tot zelfverheffing. Conclusie: "Nu spant vorst Lucifer de kroon./ Och Adam, hooge ceder,/ Hoe ploftge dus ter neder!"

### Vijfde bedrijf
Lucifer feliciteert Asmodé met het behaalde resultaat. Het rijk des afgronds zal hem inhalen op de klank van de "schorre nachtklaeroen./ Ons hof wort met tapijt van spinragh, en feestoen/ Van dorre blaên bekleet, om 't zegefeest te houwen." Asmodé wordt gekroond tot God over de bruiloften in het oosten. Aangedaan zegt hij, "op uwen zege sluit/ My d'ysre kroon om 't hooft. zy roeste, uw'naem ter eere." Asmodé vertelt dat de mens zich is gaan schamen voor zijn naaktheid en daarom "een groen web van vijgeblaên/ Om 't middenlijf" hebben geweven. Het witte zijden kleed van onschuld is hen door de duivels afgenomen. Ook meldt hij dat Adam inmiddels is gaan beseffen wat hij gedaan heeft en waartoe hij vervallen is. Lucifer is euforisch, "nu triomfeert de hel": "Al 't menschelijck geslacht is mijn, en errefeigen." Daarom wil hij "kercken zaeien, en altaeren, hem ten smaet."
Adam denkt na over de zondige toestand waartoe hij zich heeft laten verleiden. Hij geeft Eva er de schuld van, maar die werpt tegen dat ware vroomheid standvastig is en hij zich niet had moeten laten ompraten. Adam wenst zichzelf dood en overweegt zelfmoord door van een hoge berg in de Eufraat te springen, maar Eva wenst niet zonder hem te leven, zodat hij er maar van afziet. Dan verbergen ze zich, want een donderende storm kondigt de komst van God aan.
Uriël arriveert met de verkondiging van Gods straf, die onder meer de verbanning uit het paradijs behelst. Daarnaast zal Adam hard moeten zwoegen voor zijn brood, terwijl Eva pijnen te wachten staan bij het baren. Toch laat God genade voor recht gelden, want Eva worden nakomelingen belooft en Adam wordt in warme schapenvachten gekleed tegen de kou. Dan aanvaardt Adam zijn vertrek uit het paradijs: "Hier heeft de zomer uit. de winter klamptme aen boort./ Godts slghzwaert volght ons op de hielen. spoenwe voort."

## Taal
Vondels voorbeeld, De Groots Adamus exul, is doortrokken van senecaanse retoriek, die zowel cerebrale als pathetische kenmerken heeft. Bij Vondel overheerst een lyrische toon en wordt betoog vervangen door verheerlijking. Zo geeft Vondel de verleiding van Eva in het vierde bedrijf niet in alexandrijnen, maar in viervoetige kwatrijnen, zoals hij steeds doet om lyrische bewogenheid uit te drukken. Eva wordt ook niet zozeer overtuigd als wel 'verlokt' door Belial, die "in zoet-vloeiende en soms bijna incanterende verzen" op haar hoogmoed inspeelt. Bij de verleiding van Adam daarentegen hanteert Vondel weer wel alexandrijnen. Dat is volgens onderzoeker Smit niet slechts voor de variatie, maar ook om "in overeenstemming met de gangbare typologie van man en vrouw – tegenover de sensitieve natuur van Eva de meer verstandelijke aanleg van Adam" uit te drukken.
Lucifers openingsmonoloog biedt enkele voorbeelden van poëtisch taalgebruik, waaronder lokaal volgehouden beeldspraak, zoals de aan de zeilvaart ontleende terminologie waarmee de gevallen engel in vs. 48-52 zijn stappen beschrijft: zijn macht schijnt "in ly/ Te leggen", "loeft men aan", "Wy zullen in den wint dien hoeck te boven zeilen,/ En dryven dan ruim schoots de rijcke haven in". In het derde bedrijf bedient Asmodé zich van aan de valkenjacht ontleende beeldspraak wanneer hij de slang als ideale vermomming aanprijst: "Dat waer de rechte valck om van mijn hant te vliegen,/ En deze onnozelen te grijpen in hun vlught" (vs. 622-623). Volgens Molkenboer moest de van de vuist losgelaten valk duiven grijpen in hun vlucht. Even verder noemt Belial Eva dan ook "simpel als een duif" (vs. 748).
Symboliek doet zich vrijwel continu voor, bijvoorbeeld wanneer Lucifer Adam en Eva door de hof ziet lopen: "Hy zwaeit een myrt; zy rieckt een roos" (vs. 115) waarmee in één regel zowel het heesterblad dat de huwelijksliefde voorstelt als het symbool van schoonheid en liefde is genoemd. Bovendien is eerder (vs. 25 en 99) al aannemelijk gemaakt dat het paar over deze attributen beschikt.
De openingsmonoloog biedt nog een fraai voorbeeld van alliteratie: "Beginnen, en van laegh opsteigeren en stappen./ Wie stadig steigert raeckt ten leste daer het stuit" (vs. 78-79). Combinaties van alliteratie en beeldspraak doen zich ook voor, bijvoorbeeld in het bezingen van de zes scheppingsdagen in de reizang, met omschrijvingen van wolken als het "wateren gewelf" (vs. 235), onpeilbare diepten als "grondelooze gronden" (vs. 239) en roodgloeiende raderen als "robijne raden" (vs. 259).
Voor Vondel typerend klankspel is onder meer Eva's "door een' bant/ Te binden" (vs. 164b-165a) uit haar gezang in het eerste bedrijf en Gabriëls "verbinde door den bant/ Van 't onderling verbont" (vs. 443-444).
Opmerkelijk is de paarsgewijze beschrijving van "de visch en vogel,/ Die 't vocht bezwemt, en d'ope lucht/ Met scherpe vinne en vluggen vlogel [=vleugel],/ Bewaert zijn streeck, en lichte vlught" (vs. 275b-278).
Er is ook typisch 17e-eeuwse taal, zoals de door Michaël gebruikte stijlfiguur hendiadys als hij zijn zwaard beschrijft "daer vier en gloet en voncken" (vs. 382) uit sprongen. Michaël heeft zin om Lucifer "nog eens op 't spits t'ontfangen,/ En 's afgronts wapenroof in 's hemels kerck te hangen" (vs. 389b-390). Deze voorstelling zinspeelt op de toenmalige krijgszeden om op de vijand veroverde vlaggen als trofeeën op te hangen in kerken.

## Imitatio en aemulatio vanAdamus exul
Vondel heeft zijn treurspel naar het voorbeeld van De Groots Adamus exul geschreven en hiermee legde hij een proeve van translatio, imitatio en aemulatio af. Dit kunstprincipe hield in dat men het goede van de voorganger overnam, diens fouten vermeed en hem moest zien te overtreffen, waarbij bovendien de toevoegingen, weglatingen en wijzigingen het resultaat moesten hebben dat de navolging uitgroeide 'tot iets eigens dat als het zijne kon worden erkend.' Dit betekende dat overname van versregels geen eigenlijk aspect van de imitatio zijn, maar hooguit dienen als eerbetoon. Sommige versregels zijn als overname twijfelachtig, omdat de overeenkomst uit het Bijbelverhaal verklaard kan worden. Waar wel van overeenkomst sprake is, ligt die eerder in de gedachte dan de formulering, zodat Vondels ontlening meteen een herschepping is. Onderzoeker W.A.P. Smit ziet slechts twaalf letterlijke ontleningen, die zich alle voordoen nadat Eva de appel geplukt heeft.
Ter markering van het verband met zijn Lucifer heeft Vondel de naam Satan vervangen door Lucifer. Belangrijker is de uitbreiding van het aantal personages. Waar De Groot zich alleen van Sathan bedient, gebruikt Vondel drie kwade geesten, en evenzo is De Groots Angelus vervangen door de drie aartsengelen. Zodoende kon Vondel de monologen van Sathan vervangen door dialoog en meer afwisseling in zijn drama brengen. De noodzaak om De Groots Vox Dei te vervangen door Gerechtsengel Uriël als woordvoerder van God ligt in Vondels overtuiging dat God zelfs als stem niet op het toneel gebracht mocht worden. Deze wijziging betekent meteen een afwijking van Genesis, al blijft de loop der gebeurtenissen hetzelfde.
Bestaat het eerste bedrijf van De Groot vooral uit een monoloog van Sathan, bij Vondel richt Lucifer zich tot zijn helleraad. Bovendien verschijnen bij Vondel Adam en Eva en wordt de precieze verleidingsmethode pas in het derde bedrijf besproken. Vondels eerste bedrijf eindigt met een reizang die de zes scheppingsdagen tot onderwerp heeft, bij De Groot legt een engel de schepping in het tweede bedrijf uit aan Adam. In Vondels tweede bedrijf spreekt Adam met Gabriël. In het derde bedrijf van De Groot probeert Sathan tevergeefs eerst Adam te verleiden, bij Vondel gebeurt dit niet. Het vierde en vijfde bedrijf zijn in grote lijnen bij beiden hetzelfde, al weet Vondel er meer beweging in te houden door enkele scènes veel korter te houden dan in het origineel het geval is.

### Andere bronnen
Vondel nam de theoloog Jacobus Salianus S.J., Annales Ecclesiastici Veteris Testamenti etc. (1619), als leidraad bij zijn visie op de zondeval en uitwerking van De Groots voorbeeld. De invloed van Salianus is zo in het hele stuk terug te vinden. Ook de ondertitel 'treurspel aller treurspelen' is aan Salianus ontleend, die spreekt van 'tristissima tragoedia'. Elementen uit de Bucolica van Vergilius zijn verwerkt in de zang waarmee Adam en Eva de arcadische omgeving bezingen. Details uit de schepping in het eerste boek van Ovidius' Metamorphosen zijn verwerkt in de reizang die aan het slot van het eerste bedrijf de scheppingsdagen bezingt. De symbolische bruiloftsdans van Adam, Eva en de wachtrei in het derde bedrijf is ontleend aan de Franse dichter Du Bartas' La Magnificence de Salomon, in 1620 door Vondel vertaald als Heerlyckheyd van Salomon.
Ten slotte zijn tal van Bijbelplaatsen in het stuk verwerkt, soms losse woorden. Het eerste voorbeeld dat zich aandient, 'zwavelpoel' (vs.3), is ontleend aan de Openbaringen 19:20.

## Structuur

### Antithetische bouw
Het treurspel vertegenwoordigt de vijfde periode in Vondels ontwikkeling als toneelschrijver, de periode dat hij de volle nadruk legde op de staatverandering in het stuk, waarmee de omslag ten slechte van het lot van de held bedoeld is. Hiertoe heeft Vondel de verleiding laten plaatsvinden op de dag van de bruiloft. Deze constructie is theologisch verdedigbaar. De door Vondel gevolgde theoloog Salianus wijst erop dat Adam en Eva nog geen gemeenschap hadden gehad toen de zondeval zich voltrok, zodat die zich mogelijk reeds op de zesde scheppingsdag voordeed. In het drama wordt voortdurend de 'prille nieuwheid' benadrukt van de zojuist voltooide schepping. Zo bereikte Vondel de voor een werk van staatverandering benodigde scherpe antithese van geluk en ongeluk. De antithetische aard werd nog benadrukt doordat ook in de afzonderlijke bedrijven de tegenstellingen zoveel mogelijk accent krijgen. Zo volgt in het eerste bedrijf het morgenlied van Adam en Eva direct op de morrende proloog van Lucifer en in het derde bedrijf gaat het hoogste kwaad, namelijk het ontwikkelen van de kwade plannen van Lucifer en zijn trawanten vooraf aan het hoogste goed, de bruiloftsdans. In het vijfde bedrijf vormen de wanhoop en angst van Adam over zijn zonde een contrast met de euforie waarin de duivels het welslagen van hun plannen vieren. Een dergelijke reeks tegenstellingen 'activeert bij lezers en toeschouwers het antithetisch beleven en maakt hen zodoende des te gevoeliger voor de ommekeer die zich met de peripeteia voltrekt.'
In het derde bedrijf krijgt de antithese ook nog op auditieve wijze haar beslag. Onder de levensboom vindt het overleg tussen Lucifer en Asmodé plaats, waarbij het geluid van de bruiloftsmaaltijd doordringt. Wanneer Asmodé, meegesleept door zijn eigen betoog, steeds luider gaat spreken, waarschuwt Lucifer hem voorzichtig te zijn, want de feestvierders zouden op hun beurt hen eens kunnen horen. De tegenstelling tussen complot en feest wordt aldus voor de toeschouwers van het stuk 'tot een akoustische realiteit' gemaakt. Dit wordt nogmaals benadrukt wanneer Belial zich bij Asmodé aandient en vraagt: 'Wat blyschap hoort men hier?' (vs. 696a).

### Eenheid van plaats
Vondels toneelaanwijzing luidt: 'Het treurtooneel is in den paradijze.' Het decor is een soort grasvlakte met daarbij een bron waarvan het water in vier richtingen wegstroomt en zo vier rivieren vormt. Ook zijn er bomen, struiken en rotspartijen met hier en daar een spelonk. Vanaf het derde bedrijf vindt de handeling plaats bij de boom van goed en kwaad en niet meer bij die des levens. Daar wordt ook de bruiloftsmaaltijd genoten, waarvan de duivels gebruikmaken om bij de boom der kennis te confereren. Dit impliceert dus dat die plaats niet zichtbaar is vanaf de boom des levens, al is de afstand niet groot, want ze kunnen de bruiloftsgasten horen en die gaan voor hun dans naar de open ruimte bij de boom der kennis. Op basis van deze gegevens concludeert Smit dat het stuk wel geheel in het paradijs speelt, maar dat toch van 'géén absolute eenheid van plaats' sprake is.

### Personagestructuur
De aan De Groots origineel toegevoegde namen versterken de band met de Lucifer en daarom is het opmerkelijk dat Belzebub bij de helse geesten ontbreekt en in plaats daarvan de niet in Lucifer aanwezige Asmodé optreedt. Wellicht wilde Vondel ook weer niet dat zijn nieuwe tragedie als een vervolg op het eerdere stuk zou worden gezien, omdat die er formeel los van staat. Ook de promotie van Uriël van Michaëls schildwacht naar de positie van woordvoerder van God kan hiermee te maken hebben, ook al vanwege de parallelle degradatie van Belial, door Asmodé 'mijn schiltknaep' (vs. 678) genoemd.
De bewerking om Sathan op te splitsen in drie duivels brengt de noodzaak mee om elk van een eigen aard te voorzien, want anders zou dialoog onnodig zijn. De aard van de personificatie komt overeen met hun positie in de hiërarchie. Als vorst des afgronds neemt Lucifer het initiatief: hij is 'de drager van de wil tot het kwaad.' Adviseur Asmodé personifieert de sluwheid van de hel en Belial, ten slotte, is 'de verleiding' die uit de wil tot kwaad en de sluwheid van de boze machten resulteert.' Op basis van dit schema is het verloop van het overleg duidelijk. Niet voor niets heeft Lucifer zijn experts voor listigheden: zij overtreffen hem. Lucifers eigen voorstellen doen onder voor die van Asmodé, omdat ze minder listig zijn. Het eerste probleem bij de verleiding is: 'Hoe kuntge wercken, en uw' aert niet openbaeren?' (vs. 598). Asmodé komt met het voorstel om zich te vermommen als een dier, waarop Lucifer enthousiast een adelaar of een olifant voorstelt, wat Asmodé afwijst omdat niet kracht, maar list de doorslag zal geven. Lucifer meent dat de verleiding bij Adam moet beginnen, maar Asmodé meent dat Eva de eerste keuze moet zijn: 'als zij eenmaal van de verboden vrucht gegeten heeft, wordt zij de beste verleidster van Adam!' Lucifer is te verknocht aan zijn eigen plan om het gelijk van Asmodé in te zien en dit leidt tot een misverstand als Asmodé wijst op Adams zwakheid om God in kennis te willen evenaren en zegt: 'Zoo dient men langs dien kant hem listigh aen te randen' (vs. 673). Asmodé maakt deze opmerking is verband met zijn andere redenen om Eva als eerste te verleiden, maar Lucifer ziet de uitspraak als conclusie dat toch eerst Adam het slachtoffer moet worden. Asmodé denkt dat ze het eens zijn, totdat Lucifer ten afscheid zegt: 'Verschalck den bruigom eerst (vs 691a).
Wanneer Belial komt vragen wat het plan is, zegt Asmodé: 'De grootvorst vint geraên den man eerst om te zetten' (vs. 745), wat 'een sluwe verstaander als Belial' genoeg is om te 'begrijpen, dat zijn meester op dit punt met Lucifer van mening verschilt.' Belial begint dezelfde bezwaren tegen Asmodé te opperen die deze eerder tegen Lucifer uitte. Zo komen ze overeen de kans op welslagen zwaarder te laten wegen dan Lucifers wens.

### Zwakke punten
Vondel heeft zijn imitatio van De Groot in meer dierlijke en minder verstandelijke zin niet zonder kleerscheuren volbracht. Met het verschuiven van de hoofdzonden naar de lichamelijk-zintuiglijke zwakheden snoeplust en liefde voor Eva introduceert Vondel een strekking die niet goed op het Bijbelverhaal aansluit, want daar is wel degelijk de zucht naar kennis de hoofdzonde. Vondel heeft geprobeerd dit goed te maken door in de reizang van het vierde bedrijf deze uit dramaturgische noodzaak voortkomende theologische afwijking te herstellen. 'Maar compensatie is iets anders dan organische eenheid.'
Het zwakste deel vormen in de ogen van Smit evenwel de episodes met de duivels, met name die uit het derde bedrijf. Hun overleg sluit niet logisch aan bij de monoloog van Lucifer uit het begin. Daar wist Lucifer nog niets van het verbod om te eten van de boom der kennis van goed en kwaad. Hij stuurt verkenners uit, zodat verwacht kan worden dat die hem verslag komen uitbrengen. In plaats daarvan blijkt in het derde bedrijf Asmodé al op de hoogte van het verbod, ook al komt hij rechtstreeks uit de hel. Het is een raadsel hoe hij in de hel te weten kan zijn gekomen waar Lucifer op aarde nog achter moest komen. Bovendien veronderstelt hij dat ook Lucifer op de hoogte is. Een dergelijke 'slordigheid' suggereert volgens Smit dat Vondel van opzet veranderde en vergat om het eerste gedeelte daaraan aan te passen.
Ten slotte valt nog de mishandeling van Adam en Eva (vs. 1434-1436) uit de toon, omdat nergens anders de zondeval steeds al een 'geestelijke ontreddering' en nergens als een lichamelijke straf wordt geschetst. Bovendien is ook hier de aansluiting op de handeling gebrekkig. Als uiting van de triomferende duivels zou de (achteraf vertelde) mishandeling direct na de zondeval moeten plaatsvinden, dus tijdens de reizang van de engelen die het vierde bedrijf besluit. Maar aan het slot van die zang horen ze Adam nog vol berouw en zelfverwijt aan het schreeuwen (vs. 1408).

## Thema's en motieven

### Wel of geen universele strekking
De val van Adam wordt volgens Molkenboer door Lucifer het 'eeuwigh treurspel' (vs. 1479) genoemd omdat het gaat om zowel de oorzaak als het prototype van het zich altijd en in elke mens opnieuw herhalende drama van de val van onschuld en geluk in zonde en ongeluk, door eigen schuld en verleiding. Daarom draagt het treurspel de ondertitel 'aller treurspelen treurspel'. De visie van Smit op de strekking van het spel is tegenovergesteld. Omdat de zondeval voor Vondel geen mythe was maar realiteit, zou het toneelstuk geen generaliserende of emblematische strekking hebben, want Adam en Eva zijn te uitzonderlijk om een exempel te kunnen zijn. Zij waren immers de enige mensen die de erfrechtvaardigheid hebben gekend, omdat zij vóór de zondeval leefden. Hooguit verdiept het stuk 'ons inzicht in het wezen van de menselijke natuur en in de tragiek van de zondeval.'

### Ziel en lichaam
Aan het begin van het vierde bedrijf is Eva zodanig in extase door Gabriëls beschrijving van het hemelse Jeruzalem, dat zij verlangt een engel te zijn. Reeds de galm van het bruilofstlied brengt haar in vervoering en 'Ontknoopt den bant, die ziel en lichaem hiel gebonden' (vs. 936). Zij is enkel nog ziel, totdat Adam haar toespreekt en eraan herinnert dat hun taak op aarde is. Door zijn eigen woorden meegesleept schiet Adam de andere kant op en zijn betoog gaat over in een smeekbede aan Eva om 'bewilliging in de lijfsgemeenschap.' Als Eva toestemt, wordt het lichamelijke geluk Adam te veel. Hij verwijdert zich vervolgens om met God te spreken en zo de balans tussen lichaam en ziel te herstellen. Eva neemt afscheid met deze woorden: 'mijn liefste, ga met Godt' (vs. 1031b) zijn van een tragische ironie, omdat Adam met God gaat en Eva achterblijft in gezelschap van de duivel.

### Zonde
Net als Lucifer confronteerde ook Adam in ballingschap Vondel met de moeilijkheid dat de van elk kwaad gespeende aanstaande zondaren overgaan tot de zonde. Er moet dus iets zijn, aldus Riet Schenkeveld - van der Dussen, dat nog niet het kwaad zelf is, maar dat 'als het ware een opening [biedt]' om zondig gedrag mogelijk te maken. Was deze opening bij de engelen de tot jaloezie uitgroeiende bewondering voor Eva, bij Eva zelf is het 'een zekere geëxalteerdheid, een wens om in de hemel als de engelen voor Gods aangezicht te staan.'
Honger naar kennis is op zichzelf geen zonde, maar Adams honger komt voort uit de verkeerde redenen en hij gebruikt de verkeerde middelen. Dat blijkt uit de rei die het vierde bedrijf besluit. Wie 'uit trotsheit' naar kennis zoeken, 'Door middelen, van hem verboôn,/ Dat zijn verkeerde kloecken' (1406-1407).

#### Eva's hoofdzonde: snoeplust
De verleiding van Eva door de als slang vermomde Belial verloopt in geraffineerde etappes. Eerst doet hij een beroep op haar lichamelijkheid ('dierschheit', in Vondels terminologie), zoals de bruiloftszang haar ziel ('engelscheit') aansprak. Zodoende komt de dialoog in een sfeer van 'lichte sensualiteit' te staan, al laat de slang er geen misverstand over bestaan ('Ick zoecke geen genot by u', vs. 1085) dat hij slechts een platonische minnaar zal zijn. Omdat zijn macht onbeduidend is, kan hij haar weinig anders aanbieden dan een appel uit de boom waaronder zij vertoeven. Eerst weigert zij, maar de zoete stem van de slang en zijn suggestieve woorden bewerken haar zinnen. In deze sfeer van zintuiglijkheid schijnen de verboden vruchten onweerstaanbaar. Zij vraagt dan: 'Ay zeghme eerst, die my dus durft nooden,/ Waerom is my dien boom verboden?/ Waerom is aen dees vrucht te smaecken/ De doot gejecht?' (vs. 1140-1143a) en daarmee is Belial weer wat verder, want met het woord 'eerst' laat Eva haar handelen van zijn antwoord afhangen.
Belial bevestigt eerst dat de appel geen kwaad kan: 'Ick zweer het u, gy zult niet sterven' (vs. 1148). Een ironische uitspraak, want Eva zal inderdaad niet onmiddellijk na het eten sterven, maar de onsterfelijkheid is dan wel opgeheven. Nog listiger verloopt de tweede etappe, waarbij de slang inspeelt op haar vrees voor God. Hoewel de reden voor het verbod een groot geheim is, wil hij het haar in vertrouwen wel zeggen. Zo creëert hij een sfeer van 'heimelijke verstandhouding tegenover God: de enige sfeer waarin de grote leugen van Belial voor Eva als waarheid klinken kan. God is jaloers en wil niet dat Eva Hem in kennis evenaart. Haar angst is dus onterecht. Volgens onderzoeker Smit is het van groot belang dat de slang niet in de eerste plaats de kennis aanprijst, maar op Eva's snoeplust inspeelt. In Belials ogen vormt dus niet haar geest, maar haar zintuiglijke natuur de zwakte die haar tot de zonde verleiden kan. In een laatste aarzelende monoloog (vs. 1182-1198) plukt Eva dan de appel. 'Met waarlijk satanische spot', aldus Smit, wenst Belial: 'Nu eet, dat u de hemel zegen' (vs. 1201).

#### Adams hoofdzonde: te grote liefde voor Eva
Zodra Eva van de appel gegeten heeft, keert Adam terug. De slang verbergt zich, maar belooft Eva de juiste woorden te kiezen om ook hem te laten eten. Eva spreekt dus in Belials naam. Eva gaat dan ook volgens dezelfde strategie te werk als de slang bij haarzelf deed. Alleen is Adams zwakke punt niet diens zintuiglijke natuur, maar diens grote liefde voor Eva. Smit wijst erop dat er voor Eva meer afhangt van het welslagen van de verleiding dan eerder voor Belial, omdat zij een deel van Adam is. Verliest zij hem doordat hij haar niet volgt in de zonde, dan 'heeft zij àlles verloren. Dat verleent aan de dialoog de ondertoon van gespannen emotionaliteit (...) die er een essentieel bestanddeel van uitmaakt.' Nonchalant bevestigt zij Adams bezorgde vermoeden dat zij van de verboden boom heeft gegeten, met de 'rustige zelfverzekerdheid van wie door meer ervaring beter op de hoogte is.' Deze houding daagt hem uit zijn 'geestelijke superioriteit over haar te herwinnen' die hij kwijt is. Daarachter ligt echter een 'smekend beroep' dat blijkt uit de herhaalde termen bruid en bruidegom.
Als dit niet werkt, gaat zij over op 'teleurgestelde verontwaardiging' en verwijt hem zich niet aan de huwelijksbelofte te houden. Bovendien stelt zij haar voorstel als legitiem voor: 'k noode u op Godts eige gaven' (vs. 1274b). Tegelijk stelt zij hem een ultimatum als zij hem verzoekt: 'toon my d'eerste blijck/ Van liefde, in 't volgen van mijn allereerste bede./ Zy lijdt geen weigeren. gevolghzaemheit baert vrede' (vs. 1277b-1279). Adam begint nu te twijfelen, niet zozeer omdat hij nu voor of tegen haar moet kiezen, maar volgens Smit is het vooral de 'algehele verandering in haar' die hem vervult van twijfel: 'haar zelfverzekerdheid, haar ironie, haar aplomb, haar wilskracht. Is dàt de uitwerking die de verboden appel heeft?' Aldus voelt Adam zich de mindere van Eva en de enige manier waarop hij de band kan herstellen is door zelf ook van de appel te eten, zodat hij staat voor de keuze tussen Eva en God. Voorlopig kiest hij voor God.
Eva heeft echter wel terrein gewonnen, want voor het eerst heeft Adam geaarzeld tussen zijn eigen wil en 'onder Godt staen, en het juck van zijne wetten/ Te dragen, als een slaef, uit vreeze voor de straf?' (vs. 1283-1284). Bovendien ziet hij het niet langer als een keuze tussen goed en kwaad, maar tussen twee kwaden. Nu stelt Eva dat hij de huwelijksband breekt en neemt afscheid, omdat Adam haar niet liefheeft. Nu bezwijkt Adam wel, want zijn band met Eva, versterkt door het lichamelijk verlangen en de mentale onzekerheid die zij in hem gaande heeft gemaakt, is sterker dan zijn band met God. Ook hij eet van de appel en daarna is Eva meteen niet langer de verleidster, maar de Eva van eerst.

## Drukgeschiedenis
De eerste druk verscheen in 1664 als quarto van 64 bladzijden bij de weduwe Abraham de Wees te Amsterdam. In de Vondelbibliografie van Unger heeft deze nummer 676. Nog hetzelfde jaar verscheen een identieke tweede druk (Unger #677). Volgens Molkenboer verschenen er in dat jaar twee herdrukken. In 1698 verscheen de derde druk bij Joannes de Wees, de zoon van Abraham (Unger #678).
In de 18e eeuw verscheen de vierde druk, namelijk in 1736 bij Steeve van Esveldt. Deze uitgave in octavoformaat telde 54 bladzijden (Unger #679).
In de 19e eeuw verscheen de vijfde en laatste door Unger beschreven druk: in 1851 drukte J. Noordendorp & H.J. van Kesteren een octavo van 63 bladzijden in opdracht van de Amsterdamse Rederijkerskamer Achilles.

## Opvoeringsgeschiedenis

### 17e eeuw
Tijdens Vondels leven vond geen enkele opvoering van het stuk plaats. De smaak van het publiek en de opvattingen over het toneel waren rond 1660 veranderd en daarvan werd Vondel het slachtoffer. De belangstelling voor zijn Bijbelse stukken was voorbij: zijn nieuwe Bijbelse drama's als Adonias (1661), Adam in ballingschap (1664) en Noah (1667) werden niet op de planken gebracht en ook de bewezen successen van vroeger werden nauwelijks nog gespeeld.
Voor Adam in ballingschap komt daar nog bij dat de schouwburg in september 1664 tijdelijk werd gesloten wegens een pestepidemie. Van de gelegenheid werd gebruikgemaakt het gebouw te verbouwen en te moderniseren, maar vrijwel meteen na de heropening in 1665 werd het alweer gesloten, ditmaal vanwege de oorlog met Engeland. Pas in februari 1666 ging het gebouw opnieuw open.

### 18e en 19e eeuw
In de Koninklijke Muntschouwburg te Brussel vond de première van Adam in ballingschap plaats in 1746, ruim een eeuw eerder dan de eerste Amsterdamse opvoering. De Franse vaudeville-dichter Charles Simon Favart werd in de destijds door de Franse koning bezette stad benoemd tot directeur van de schouwburg. Onder zijn leiding bracht de Compagnie van De Wijngaard het stuk in een bewerking van de toneeldichter Jan Frans Cammaert, onder de titel Adam ende Eva uyt het lust-paradys gejaegt. Cammaert, die met name Frans repertoire bewerkte, maakte van het werk een spektakelstuk: hij schrapte de beschouwelijke reien of zette die om in een voorspel. Bij wijze van spectaculaire expositie werden de zes scheppingsdagen omgewerkt tot zeven vertoningen, waarbij de zevende de val van de engelen voorstelde. Ook was er sprake van een ballet van engelen en een koorzang. In het treurspel zelf bracht Cammaert enkele coupures aan, zoals het schrappen van Lucifers openingsmonoloog. Waar in het origineel sprake was van viervoetige jambe, werd een alexandrijn ingevoerd. Ter verhoging van het visuele spektakel wijzigde Cammaert door het hele stuk de volgorde der scènes en doorspekte het spel met door engelen en duivels uitgevoerde balletten. Zo ontstond een waar kijkspel. Het regie-ontwerp week nogal af van Vondel, wiens naam op de titelpagina van de bewerking stond.
Pas in 1852 vond de eerste opvoering in Nederland plaats.

### 20e eeuw
Rond 1920 bracht Willem Royaards het stuk met het Nederlandsch Tooneel op de planken, met een muzikale omlijsting van componist Hubert Cuypers.
In 1936-'37 bracht de Koninklijke Nederlandse Schouwburg te Antwerpen de Adam in een regie van Charles Gilhuys en met Joris Diels in de hoofdrol.
Op 18 augustus 1940 voerde een gezelschap onder leiding van Carel Briels het stuk op in een regie van Albert van Dalsum in het Vondelpark te Amsterdam, door De Maasbode omschreven als "een milieu, den paradijshof waardig". De krant vroeg zich af "in welk park ter wereld zou de tooneelspeler na zoovele jaren voor de eerste maal zulk een uitgezochte plek kunnen ontdekken om Vondel's spel te vertoonen?" Er was grote belangstelling: "De tribunes zijn tot de laatste plaats bezet", aldus de krant, die het park zelf met het paradijs vergeleek: "Het groen der hortensia's vormt een ideële afsluiting van de grasvlakte, met bloemen, struiken en boomen afgewisseld. In den verte moge het stadsrumoer nooit zwijgen, hier, in den paradijshof, is de stilte."
In 1983 bracht het Publiekstheater het stuk in een 'hertaling' en enscenering van Hans Croiset en Guus Rekers. Croiset speelde zelf de rol van Belial en sprak de proloog uit. Deze voorstelling ging op 24 december in première en werd door de NOS voor de televisie opgenomen. Croiset regisseerde het stuk "lijnrecht tegen de tekst in", waarbij Adam en Eva zich bij aanvang niet in het paradijs bevinden, maar "op de puinhopen van de beschaving, als de twee laatste vertegenwoordigers van de mensheid." Volgens de regisseur was het na Auschwitz onmogelijk om het paradijsverhaal nog op te voeren: de engelen kregen dan ook gestalte als vertegenwoordigers van "een dictatoriaal regime", met Michaël als "een fascistische dictatorsknecht." In deze enscenering vormde het eten van de verboden vrucht geen zonde, maar opende juist "de weg naar kennis en autonomie", terwijl de verbanning een bevrijding werd van mensen die weigerden "zich nog langer klein en onwetend te laten houden." Critici waardeerden deze aanpak hoger dan het publiek.

## Adaptaties
Op 5 juni 2009 ging de opera Adam in ballingschap in première, met een libretto van Rob Zuidam. Muzikaal leider van de Radio Kamer Filharmonie was Reinbert de Leeuw, Adam werd gespeeld door Thomas Oliemans en Eva door Claron McFadden.

## Receptie
In hetzelfde jaar waarin het treurspel verscheen publiceerde Meynarda Verboom, over wie verder helemaal niets bekend is, een in dichtvorm gegoten pamflet, Pleyt voor onse eerste moeder Eva tegen Joost van den Vondels treurspel aller treurspelen, waarin de visie op Eva wordt aangevallen, die in Verbooms ogen vrouwvijandig is. Eerst verwijt Verboom Vondel hoogmoed, omdat hij de pretentie heeft te weten hoe het er onder engelen aan toe ging, hoe de bruiloft van Adam en Eva verliep en vooral doordat hij zich enige vrijheden ten opzichte van de Bijbel veroorloofd heeft. In Vondels treurspel, aldus Verboom, kon de verleiding plaatsvinden door de onoplettendheid van de rei wachtengelen en dus zijn die de hoofdschuldigen aan de zondeval, niet Eva. Bovendien moet Adam als even schuldig worden beschouwd, terwijl zijn tweestrijd de indruk geeft dat zijn schuld minder groot is dan die van Eva.
Volgens Piet Calis heeft Vondel voor het stuk "alle registers van zijn rijke kunstenaarschap opengetrokken" en zorgt de antithetische constructie voor "een grote zeggingskracht". Anders dan in veel van Vondels andere stukken hebben de twee hoofdpersonen een "zo dramatische ontwikkeling doorgemaakt" dat sprake is van "een aangrijpende omkeer in de situatie". Daarnaast heeft Calis grote waardering voor het "prachtig spel van klanken" dat een prille lenteochtend suggereert en vindt hij veel motieven "prachtig uitgewerkt", zoals de huldiging van Asmodé met een tapijt van spinrag en een roestende kroon. Literatuurcriticus Piet Gerbrandy wijst op de "hechte plot", de "onvergetelijke karakters" en de taal "die van gebeeldhouwde oneliners aan elkaar hangt".

## Verklarende noten
1. ↑  Volgens Duits (1996, p. 320) wordt de bewerking dan ook ten onrechte "traditioneel beschouwd als een voorbeeld van brutale letterdieverij" en moeten de ingrepen allereerst als toneel worden begrepen.

## Verwijzende noten
1. Schenkeveld-Van der Dussen (2004), p. 115.
2. ↑  Schenkeveld-Van der Dussen (2004), p. 115.
3. ↑  50 jaar theaterwetenschap, canon 2015.
4. ↑  Knuvelder (1971), p. 412. Bevestiging van Knuvelders opinie bieden Romein en Romein-Verschoor (1971), p. 320, en Calis (2008), p. 328.
5. ↑  Bloem (1995), p. 474; vgl. p.420.
6. ↑  Smit (1962), p. 404.
7. ↑  Calis (2008), p. 328.
8. ↑  Smit (1962), p. 347.
9. ↑  Smit (1962), p. 348.
10. ↑  Op p. 103 van de WB-editie. Parallelle passages in Smit (1962), p. 350.
11. ↑  Smit (1962), p. 351.
12. ↑  Smit (1962), p. 372-373.
13. ↑  Smit (1962), p. 374.
14. ↑  Molkenboer (1937), p. 110 aant. bij vs. 48-52.
15. ↑  Molkenboer (1937), p. 130 aant. bij vs. 622-623.
16. ↑  Molkenboer (1937), p. 112 aant. bij vs. 115 (de vermelding van vs. 90 aldaar is een drukfout voor 99).
17. ↑  Molkenboer (1937), p. 111 aant. bij vs. 78-79.
18. ↑  Molkenboer (1937), p. 116 aant. bij vs. 235 en 239 en p. 117 aant. bij vs. 259.
19. ↑  Molkenboer (1937), p. 123 aant. bij vs. 443-444.
20. ↑  Molkenboer (1937), p. 117 aant. bij vs. 278.
21. ↑  Molkenboer (1937), p. 121 aant. bij vs. 382.
22. ↑  Molkenboer (1937), p. 121 aant. bij vs. 390.
23. ↑  Smit (1962), p. 354.
24. ↑  Smit (1962), p. 415 noot 1 en p. 417 noot 1.
25. ↑  Smit (1962), p. 419.
26. ↑  Molkenboer (1937), p. 113 aant. bij vs, 141-142.
27. ↑  Smit (1962), p. 395 noot 2.
28. ↑  Molkenboer (1937), p. 108 aant. bij vs. 3.
29. ↑  Smit (1962), p. 364-365.
30. ↑  Smit (1962), p. 367.
31. 1 2  Smit (1962), p. 389.
32. ↑  Smit (1962), p. 380.
33. ↑  Smit (1962), p. 356-358.
34. ↑  Smit (1962), p. 359.
35. ↑  Molkenboer (1937), p. 133 aant. bij vs. 678.
36. ↑  Smit (1962), p. 387. Cursiveringen van Smit.
37. ↑  Smit (1962), p. 388.
38. ↑  Smit (1962), p. 391.
39. ↑  Smit (1962), p. 422.
40. ↑  Smit (1962), p. 424.
41. ↑  Smit (1962), p. 425.
42. ↑  Molkenboer (1937), p. 162 aant. bij vs. 1479.
43. ↑  Smit (1962), p. 429.
44. 1 2  Smit (1962), p. 399.
45. ↑  Schenkeveld - van der Dussen (2004), p. 304.
46. ↑  Schenkeveld - van der Dussen (2004), p. 305.
47. ↑  Smit (1962), p. 411.
48. ↑  Smit (1962), p. 401.
49. ↑  Smit (1962), p. 402.
50. ↑  Smit (1962), p. 403.
51. 1 2  Smit (1962), p. 405.
52. ↑  Smit (1962), p. 406.
53. 1 2  Smit (1962), p. 407.
54. ↑  Smit (1962), p. 408.
55. ↑  Smit (1962), p. 409-410.
56. ↑  Molkenboer (1937), p. 94.
57. ↑  Unger (1888), p. 127 voor de beschrijving van alle drukken.
58. ↑  Duits (1996), p. 182-183.
59. ↑  Duits (1996), p. 180.
60. ↑  Duits (1996), p. 320.
61. ↑  Duits (1996), p. 321.
62. ↑  Porteman en Smits-Veldt (2008), p. 533.
63. ↑  De Leeuwe (1996), p. 584.
64. ↑  Benoy (1996), p. 647 [fotobijschrift].
65. ↑  An., Adam in ballingschap. In het Vondelpark.' De Maasbode, 19 augustus 1940.
66. ↑  A. van D., 'Kroniek. Tooneel Adam in ballingschap. De Gemeenschap jaargang 16, p. 469-472. Gearchiveerd op 19 september 2020.
67. ↑  De Kock (1996), p. 807.
68. ↑  Van der Zalm (2005), p. 105.
69. ↑  Van der Zalm (2005), p. 106.
70. ↑  De Nationale Opera presenteert Adam in ballingschap. Geraadpleegd op 24 augustus 2015. Gearchiveerd op 7 september 2015.
71. ↑  Schenkeveld - Van der Dussen (1997), 'Een vreemde vraag en een niet-gewenst antwoord. Eva over Adam; Verboom over Vondel.' In: Willem van den Berg en Herman Pleij (reds.), Mooi meegenomen? Over de genietbaarheid van oudere teksten uit de Nederlandse letterkunde. Amsterdam: Amsterdam University Press, p. 135-140. ISBN 9053562117, p. 139. Gearchiveerd op 27 oktober 2020.
72. ↑  Calis (2008), p. 332 en 329-330.
73. ↑  Gerbrandy (2002), p. 26.